# Martin Lindauer
Martin Lindauer (Baviera, 19 de Dezembro de 1918 – 13 de Novembro, de 2008) foi um biólogo alemão reconhecido por seus estudos sobre a organização das colméias. Foi orientado por Karl von Frisch, que também fez pesquisas notáveis na área.

## Vida
Martin nasceu num vilarejo na base dos Alpes Bávaros, sendo um dos mais novos dos 15 filhos de uma família camponesa pobre. Ele cresceu próximo da natureza, inclusive das abelhas que seu pai criava. Se mostrou um estudante excepcional e ganhou uma bolsa de estudos numa escola em Landshut. Em abril de 1939, pouco tempo depois de sua graduação escolar, ele foi recrutado pelo Estado nazista, inicialmente para cavar trincheiras. Depois foi transferido para o exército nazista, e colocado em uma unidade anti-tanque. Em julho de 1942, em uma batalha no front oriental, ele ficou severamente ferido por estilhaços de uma explosão de granada, foi removido do front como consequência, o que se provou um ganho da sorte - a maioria absoluta dos homens de sua companhia morreria em Stalingrado.
Ficando em recuperação em Munique, Lindauer foi visitar a universidade, e frequentou uma aula de zoologia do então famoso Karl von Frisch. Ficou encantado ao ouvir von Frisch, e mais tarde lembraria que nesse momento reconheceu um novo mundo da humanidade, em que se cria mais do que se destrói. Decidiu-se à estudar biologia, e ao ser dispensado do exército em 1943, começou sua graduação. No verão de 1945 inícia seu PhD em abelhas Apis.